# Bratčice (powiat Brno)
Bratčice – wieś i gmina w Czechach, w powiecie Brno, w kraju południowomorawskim. Według danych z dnia 1 stycznia 2014 liczyła 696 mieszkańców.